# Rozewie
Rozewie (kašubsky Blëza, německy Rixhöft) je malé sídlo v okrese Puck na stejnojmenném pevninském výběžku severního pobřeží Polska do Baltského moře. Hrot mysu na konci tohoto výběžku byl dříve mylně považován za nejsevernější bod Polska.

## Historie
Název místa pochází pravděpodobně ze starogermánského slova Resenhaust, v současné němčině Riesenhaupt (hlava obra). Německý název se později ustálil na podobě Rixhöft. Do roku 1920 náležel výlučně výběžku a starému majáku, první obydlí stejnojmenného sídla byla budována až po tomto roce, kdy území náleželo druhé Polské republice.

## Administrativa
Rozewie je administrativně součástí města Władysławowa.

## Doprava
Místem prochází silnice číslo 215.

## Přírodní rezervace
Výběžek Rozewie byl roku 1959 vyhlášen přírodní rezervací Przylądek Rozewie. Její rozloha je v současnosti 12,15 ha. Ochraně podléhají především zbytky bučiny se stromy starými více než 200 let, jejichž obvod kmene dosahuje skoro 3 m.

## Maják

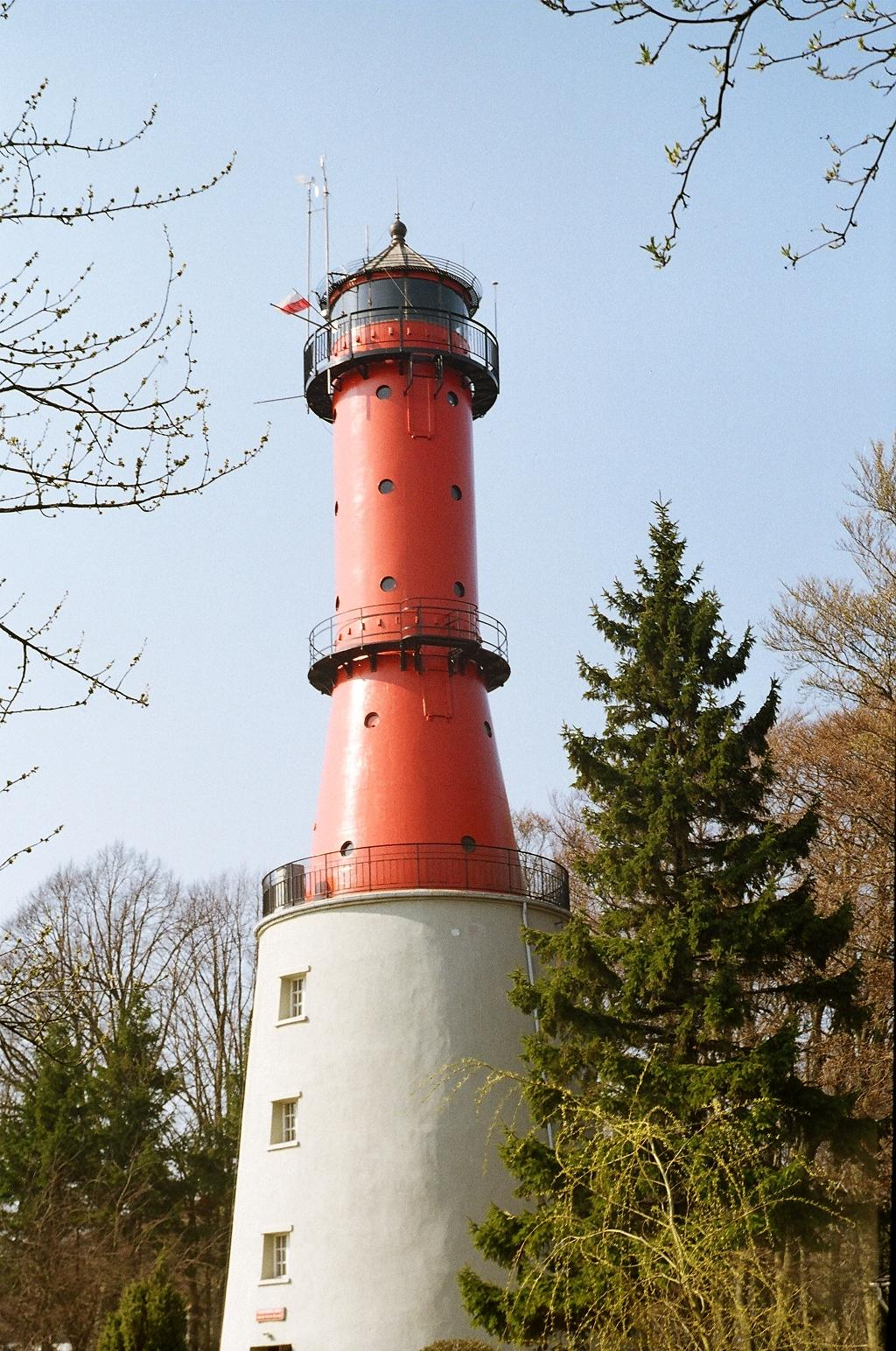
Maják Rozewie

Maják Rozewie (Latarnia morska Rozewie) má věž je vysokou 32,7 m, světlo je ve výšce 83,2 m nad mořem. Viditelné je ze vzdálenosti 26 námořních mil. Maják Rozewie má největší dosvit ze všech polských majáků. V roce 1978 byla věž zvýšena o 8 stop, neboť světlo začaly zakrývat větve okolních vzrostlých stromů. Stará optická soustava majáku je stále k vidění v Muzeu majáku, spolu s ní pak i modely dalších majáků. Věž slouží rovněž jako rozhledna.
Také se zde nachází maják Rozewie II.

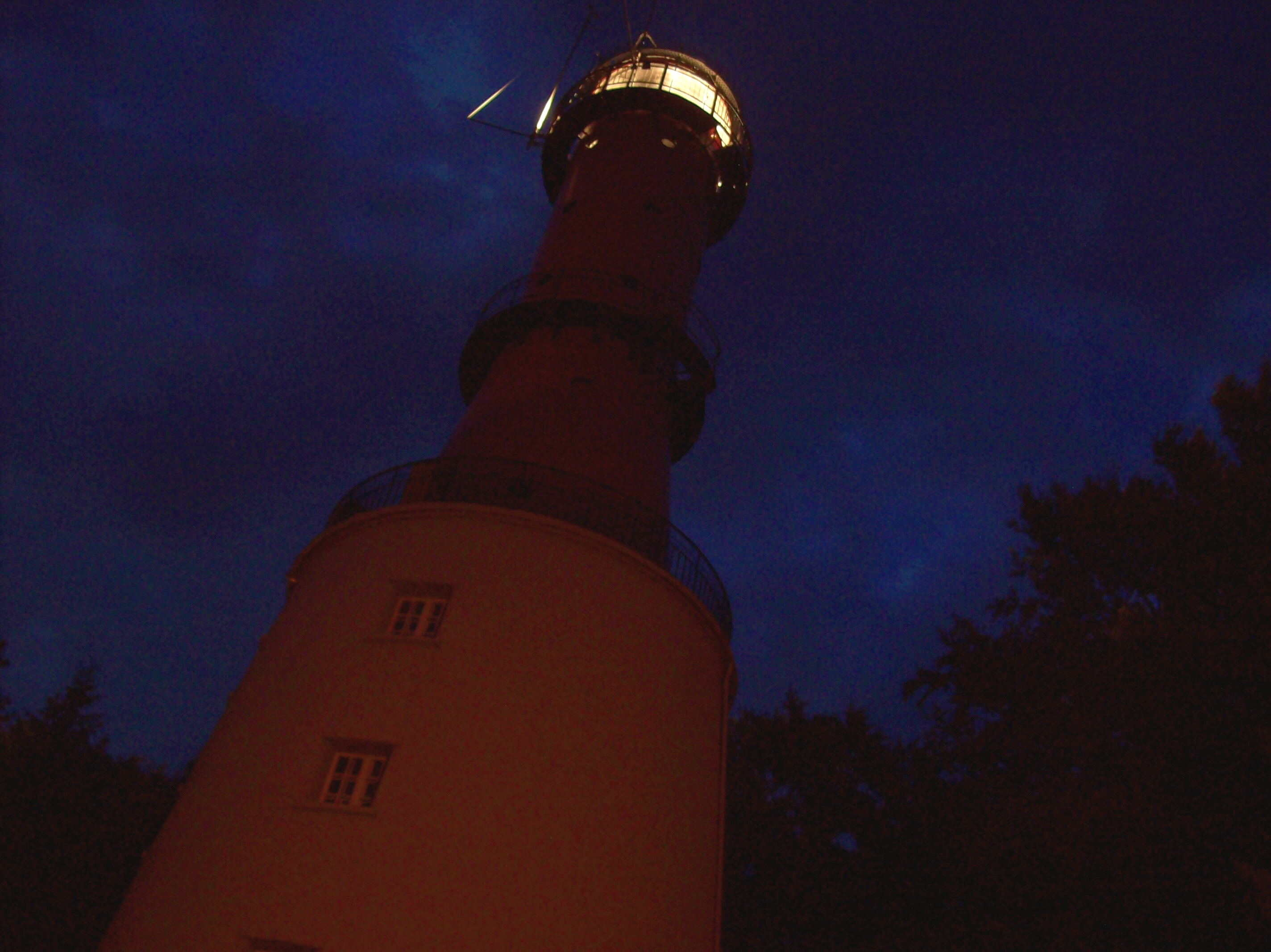
Svítící maják v noci
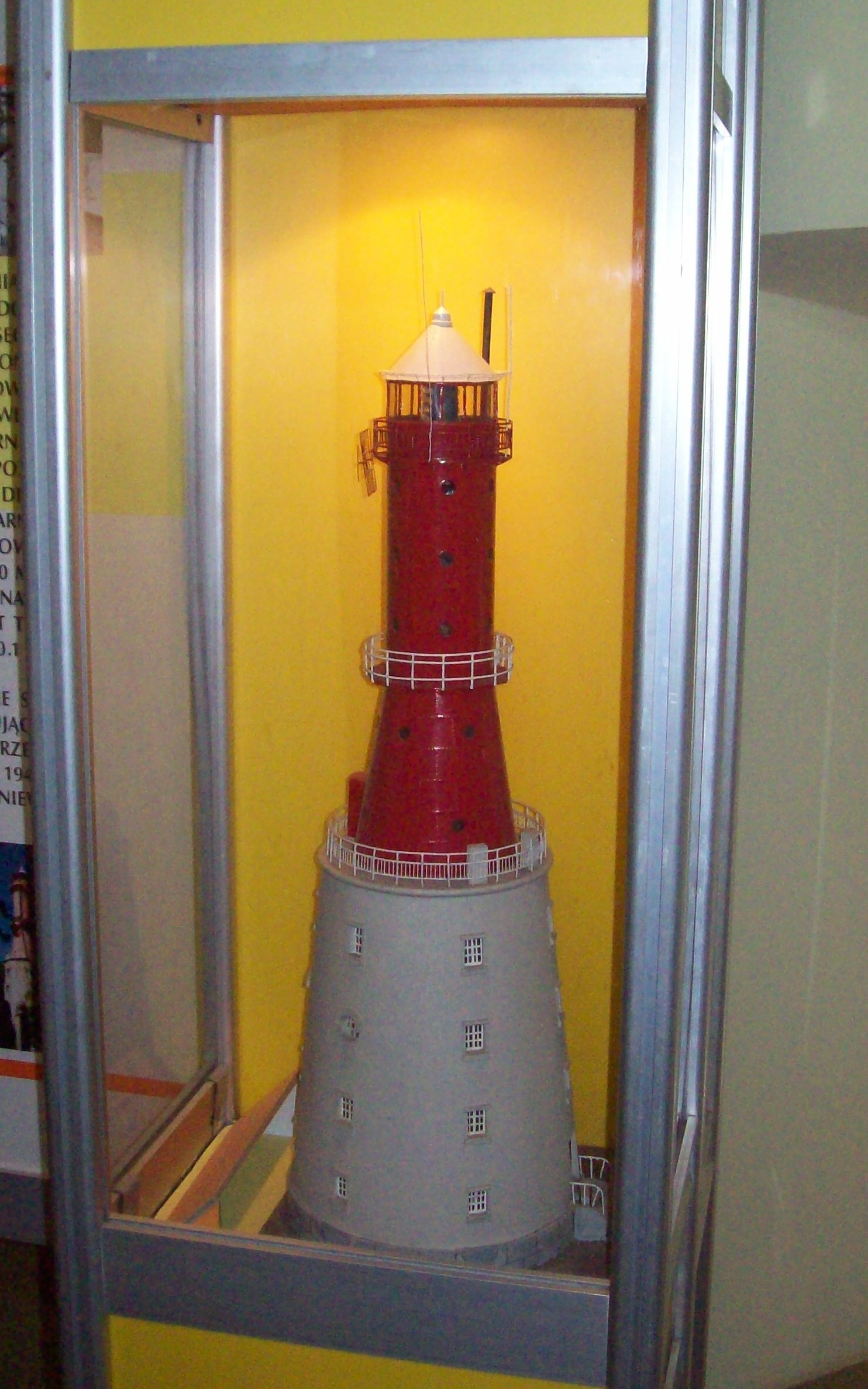
Model majáku Rozewie v Muzeu majáku